# NBI-1117568

NBI-1117568は、ネクセラファーマから導出（ライセンスアウト）され、アメリカの製薬会社ニューロクライン・バイオサイエンシズにより開発されている、統合失調症の治験薬（抗精神病薬）のこと。投与経路は経口投与。旧開発コード：HTL-0016878。

## 概要
ムスカリンM4受容体作動薬であり、間接的にドーパミンを調整することにより、統合失調症を改善させる。2016年4月にアイルランドの製薬会社アラガンに導出され、2017年9月に「アルツハイマー病等に関連した神経行動学的症状」の適応で第Ⅰ相臨床試験まで進んだが、2020年5月にアラガンがアッヴィに買収され、アッヴィのパイプラインの事業上の判断により、2021年1月ネクセラファーマにライセンスが返還された。2021年11月アメリカの製薬会社ニューロクライン社に新たに導出され、統合失調症の治療薬として研究開発が進められ、2024年9月現在、第II相臨床試験まで終了している。

## 歴史
- 2016年
  - 4月 - NBI-1117568（当時は旧開発コードのHTL-0016878）のライセンス（研究開発権、販売権）がアラガンに導出され、アラガンが研究開発を行うこととなった[5]。
- 2017年
  - 9月 - NBI-1117568（旧開発コード：HTL-0016878）がアラガンにより「アルツハイマー病等に関連した神経行動学的症状」の適応で第Ⅰ相臨床試験開始[4]。
- 2021年
  - １月 - アラガンからNBI-1117568（旧開発コード：HTL-0016878）のライセンスがネクセラファーマに返還される[5]。
  - 11月 - ニューロクライン社に導出、ニューロクライン社がNBI-1117568の研究開発を行うこととなった[1]。
  - 12月 - アメリカのハート・スコット・ロディノ反トラスト改正法の待機期間が満了し、ニューロクライン社のNBI-1117568に対するライセンスの効力が発生[8]。
- 2022年
  - 8月 - NBI-1117568の第II相臨床試験の新薬臨床試験開始申請（IND）をアメリカのFDAが受理[9]。
  - 10月 - NBI-1117568が統合失調症の適応で第II相臨床試験開始[10]。
- 2024年
  - 4月 - ニューロクライン社がNBI-1117568の長期の前臨床毒性試験での要件を満たしたと発表[2]。
  - 8月 - ニューロクライン社がNBI-1117568の第II相臨床試験の結果を発表[6][7]。
  - 9月 - 第II相臨床試験の結果を受け、ニューロクライン社からネクセラファーマに3500万ドル（当時レート：51億円）のマイルストーン・ペイメントが支払われた[11]。
- 2025年
  - 5月1日 - ネクセラファーマがNBI-1117568の第Ⅲ相臨床試験が開始したと発表[12]。
  - 6月3日 - ネクセラファーマがNBI-1117568の第Ⅲ相臨床試験で、最初の被験者へ投与が完了したため、ニューロクライン社から1500万ドル（当時レート：21億5000万円）のマイルストーン・ペイメントが支払われたと発表[13]。

## 臨床試験

### 第II相臨床試験
第II相臨床試験は統合失調症の成人患者200人に対してアメリカの15施設で実施された。主要評価項目は、投与6週間後の陽性・陰性症状評価尺度 (PANSS)合計スコアの変化より評価され、20mg1日1回群がプラセボ投与群と比較し7.5ポイントの改善（ベースラインから18.2ポイントの改善、p値=0.011、効果量0.61）とし、 統計学的に有意な改善を示した。40mg1日1回群、60mg1日1回群、30mg1日2回群ではいずれもプラセボ群と比較して統計的有意差は見られなかった（P値40mg群：0.282、60mg群：0.189、30mg1日2回群：0.090）。

#### 第II相臨床試験の株式市場評価
NBI-1117568はPANSSの改善量が7.5であり、同時期に臨床試験を行っていたムスカリン受容体作動薬であるKarXT(カルナ・セラピューティクス)の8.4、エムラクリジン（セレベル・セラピューティクス）の12.7を下回ったこと、また用量依存性が認められなかったことから、株式市場では失望が広がり第II相臨床試験の結果発表翌日、ニューロクライン社の株価は19%下落した。